# Vengen
Vengen (norwegisch für Flügel) ist ein 14 km langer Felssporn im ostantarktischen Königin-Maud-Land. Im Gebirge Sør Rondane erstreckt er sich vom östlichen Teil des Widerøefjellet in nördlicher Richtung.
Norwegische Kartografen, die auch die Benennung vornahmen, kartierten ihn 1957 anhand von Luftaufnahmen der US-amerikanischen Operation Highjump (1946–1947).